# Gymnocalycium baldianum
Gymnocalycium baldianum je kaktus z rodu Gymnocalycium, původním výskytem v pohoří Sierra de Ancasti v argentinské provincii  Catamarca. Jako první popsal tento druh botanik Carlo Luigi Spegazzini a pojmenoval ho na počest svého spolupracovníka a podporovatele pana Baldiho.

## Popis
Tělo kaktusu je zploštěle kulovité, barvy tmavě zelené nebo popelavě šedozelené, široké 4–7 cm (někdy až 13 cm) a 2–3 cm vysoké. Tělo je rozděleno na 9–10 širokých žeber. Areoly jsou hluboce posazeny a trny (3–7) jsou přímé nebo lehce ohnuté směrem k tělu. Květy vyrůstají z okraje temene a jsou purpurově červené barvy se žlutou bliznou. Rostlina je květuschopná zhruba od průměru 3 cm.

## Pěstování
Gymnocalycium baldianum patří mezi nenáročné kaktusy, které lze pěstovat bez větších potíží. Zálivku vyžaduje pouze v létě, kdy je též vhodné použít hnojivo s vyšším obsahem draslíku. Během růstu snáší dobře polostín a teploty až 30–35 °C.  Naopak, během zimování (od října do dubna) se rostlina nezalévá a udržuje se v chladnu (ideálně 5–10 °C).  Pokud je udržován v suchu může být nárazově mrazuvzdorný, a to až do −10 °C.

## Variety a synonyma
Druhu je přiřazeno několik synonym a je popsáno několik variet. 
Samotný druh popsal již v roce 1905 Spegazzini, a to pod jménem Echinocactus baldianus. Díky zařazení, které následně provedli Britton & Rose byl nějaký čas tento katus omylem považován za Gymnocalycium platense, což Spegazzini opravil v roce 1925 a kaktus znovu zařadil, tentokrát již jako Gymnocalycium baldianum.
Nezávisle na Spegazzinim popsal tuto rostlinu český kaktusář A. V. Frič a pojmenoval ji Gymnocalycium venturi (Frič 1929), což bylo později upraveno na Gymnocalycium venturianum (Frič) Backeb. (Backeberg 1934) a dále na Gymnocalycium baldianum var. venturi (Frič) Till (1972).
Další popsanou varietou je Gymnocalycium sanguiniflorum (Werd.). Některé zdroje uvádí toto jméno pouze jako synonymum pro G. baldianum, ale některými kaktusáři je navrhováno jeho oddělení jako samostatná varieta případně dokonce druh, protože je odlišitelný zejména díky větší velikosti (8–10 cm).
Za zmínku stojí ještě varieta s bílým květem, uváděná jako Gymnocalycium baldianum (Speg.) Speg. var. albiflorum Bercht.

## Galerie

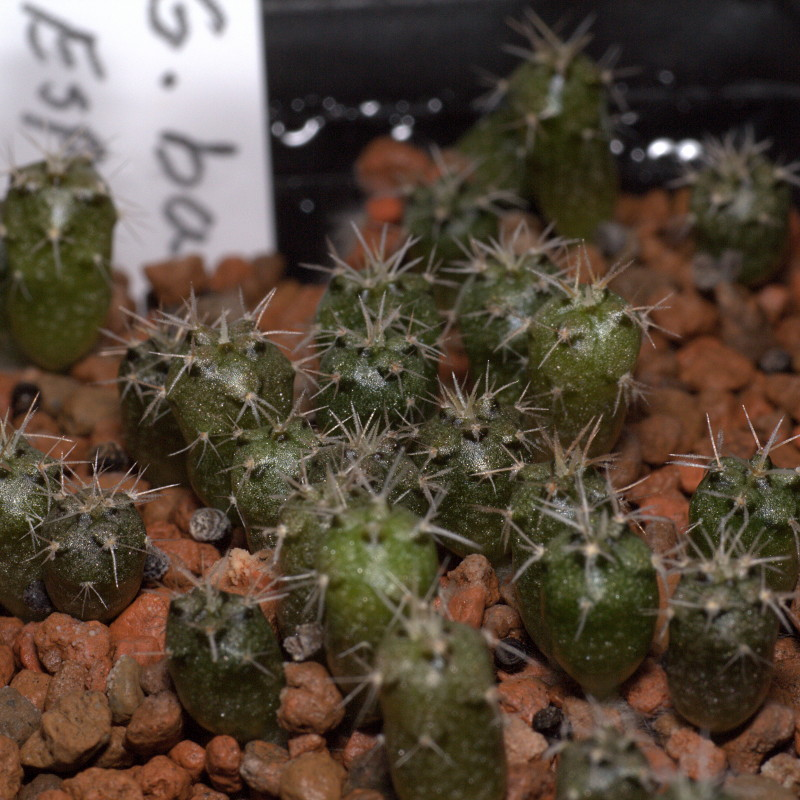
Semenáčky
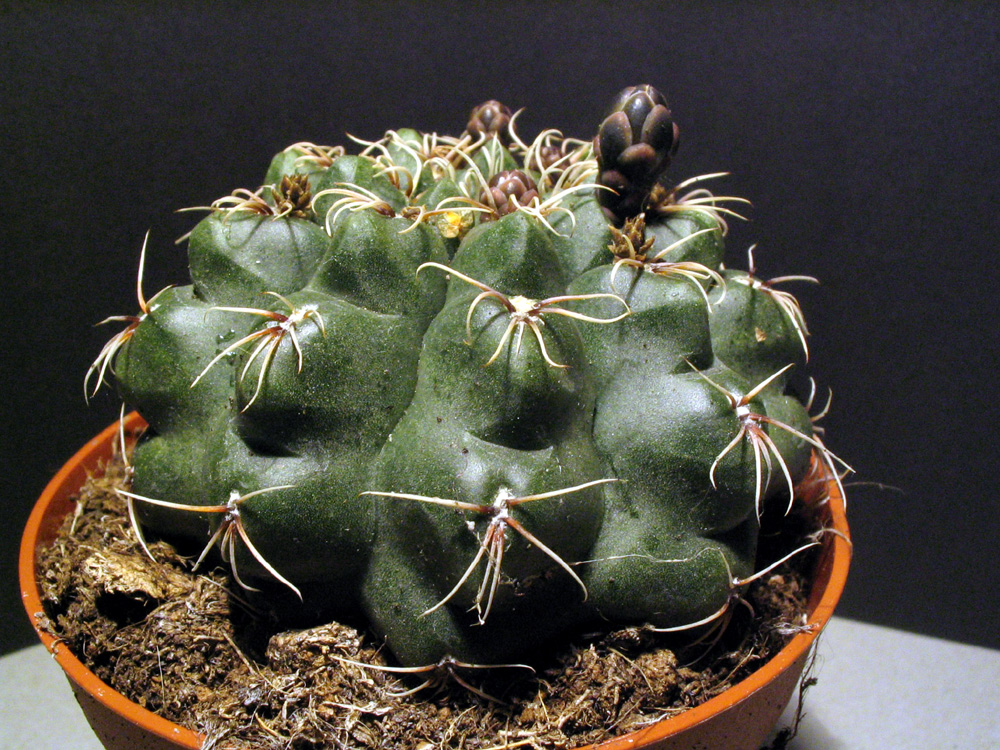
Poupata před rozkvětem
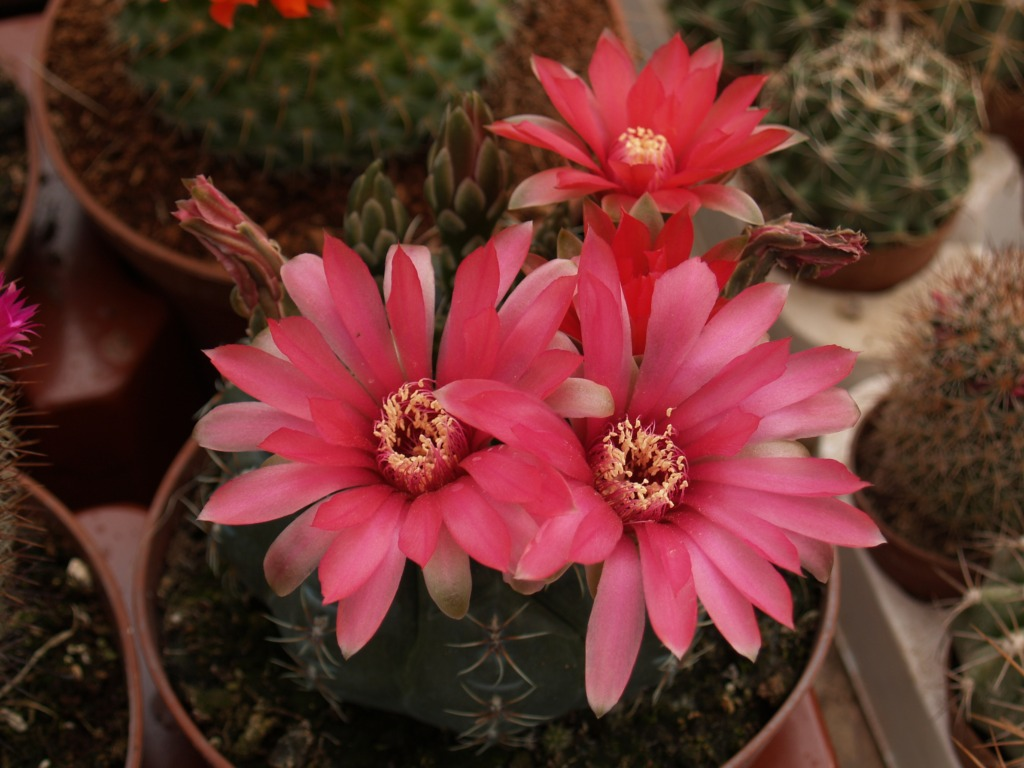
Květy
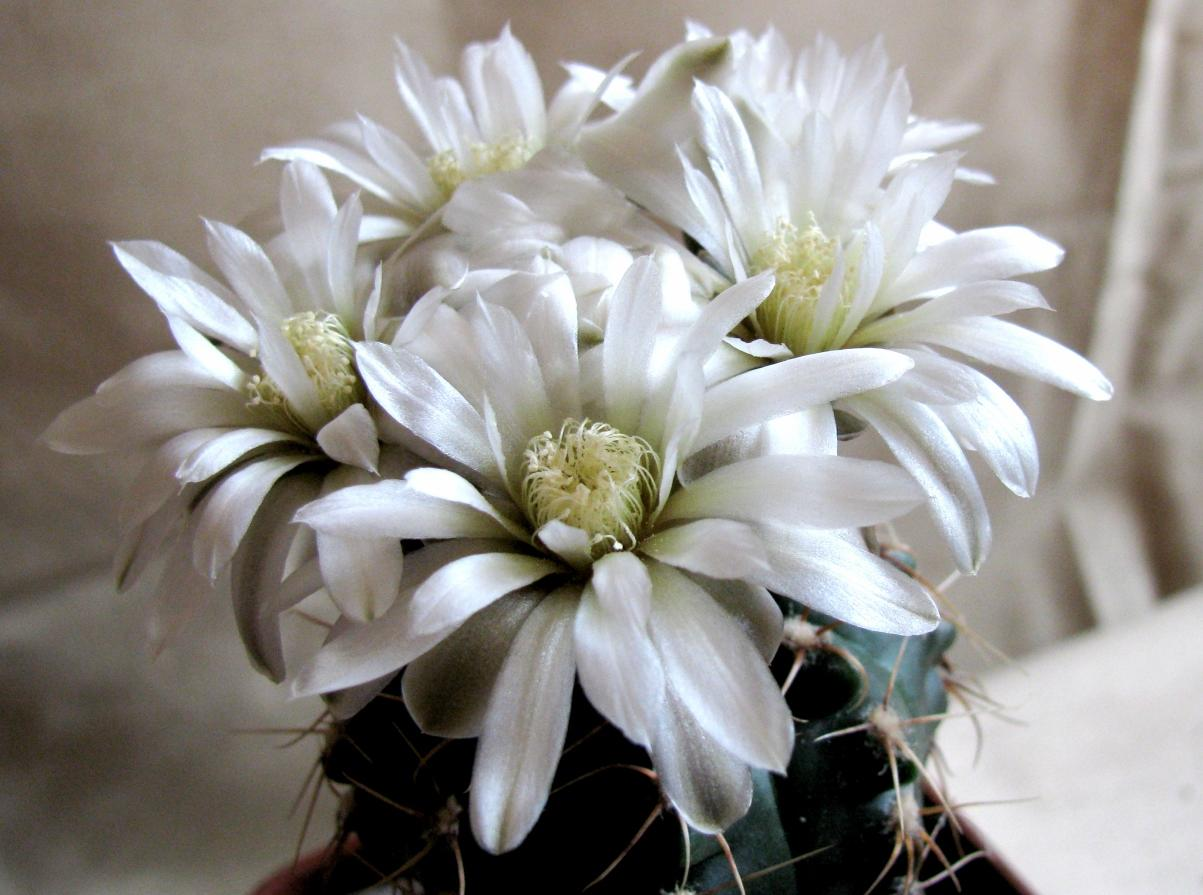
Varieta albiflorum